# 高红遗址
高红遗址，位于山西省吕梁市柳林县薛村镇高红村，已列为山西省文物保护单位。

## 保护
2016年6月6日，高红遗址由山西省人民政府公布为第五批山西省文物保护单位，编号5-8。